# 奈良県立北和女子高等学校
奈良県立北和女子高等学校（ならけんりつほくわじょしこうとうがっこう）は、奈良県大和郡山市筒井町にあった県立の職業高等学校。西日本では非常に珍しい公立の女子高であった。

## 沿革
- 1969年（昭和44年）4月　奈良県立北和女子高等学校が開校。
- 2005年（平成17年）4月　奈良県立北和女子高等学校と奈良県立田原本農業高等学校が統合され奈良県立磯城野高等学校となる。
- 2007年（平成19年）3月　奈良県立北和女子高等学校が閉校。

## 設置学科
- オフィス情報科
- 服飾デザイン科
- 食物科
- 衛生看護科

## 所在地
- 〒639-1123 奈良県大和郡山市筒井町1201
  - 跡地は奈良県立大和中央高等学校に転用される。